# Bùi Đặng Dũng
Bùi Đặng Dũng (sinh ngày 20 tháng 10 năm 1960) là một chính trị gia người Việt Nam. Ông hiện là đại biểu Quốc hội Việt Nam khóa XIV nhiệm kì 2016-2021, thuộc đoàn đại biểu quốc hội tỉnh Kiên Giang, Phó Chủ nhiệm Ủy ban Tài chính, Ngân sách của Quốc hội, Chủ tịch Nhóm nghị sĩ hữu nghị Việt Nam - Chile (đại biểu chuyên trách trung ương). Ông được trung ương giới thiệu ứng cử và đã trúng cử đại biểu Quốc hội năm 2016 ở đơn vị bầu cử số 3, tỉnh Kiên Giang gồm có thành phố Rạch Giá, thị xã Hà Tiên và các huyện: Kiên Lương, Hòn Đất, Phú Quốc, Giang Thành.

## Xuất thân
Bùi Đặng Dũng sinh ngày 20 tháng 10 năm 1960 quê quán ở xã Phù Đổng, huyện Gia Lâm, thành phố Hà Nội.
Ông hiện cư trú ở Số 16, ngõ 1002, đường Láng, phường Láng Thượng, quận Đống Đa, thành phố Hà Nội.

## Giáo dục
- Giáo dục phổ thông: 10/10
- Cử nhân kinh tế
- Tiến sĩ Kinh tế học
- Cao cấp lí luận chính trị

## Sự nghiệp
Ông gia nhập Đảng Cộng sản Việt Nam vào ngày 30/6/1983.
Ông từng là đại biểu hội Quốc hội Việt Nam khóa XII (2007-2011) tỉnh Kiên Giang (chuyên trách trung ương), khóa XIII (2011-2016) tỉnh Kiên Giang.
Khi được trung ương giới thiệu ứng cử đại biểu Quốc hội Việt Nam khóa XIV vào tháng 5 năm 2016 ông đang là Đảng ủy viên Đảng bộ cơ quan Văn phòng Quốc hội, Bí thư Chi bộ Vụ Tài chính - Ngân sách, Phó Chủ nhiệm Ủy ban Tài chính – Ngân sách của Quốc hội, làm việc ở Ủy ban Tài chính – Ngân sách của Quốc hội, có bằng cao cấp lí luận chính trị.
Ông đã trúng cử đại biểu quốc hội năm 2016 ở đơn vị bầu cử số 3, tỉnh Kiên Giang gồm có thành phố Rạch Giá, thị xã Hà Tiên và các huyện: Kiên Lương, Hòn Đất, Phú Quốc, Giang Thành, được 333.347 phiếu, đạt tỷ lệ 71,14% số phiếu hợp lệ.
Ông hiện là Phó Chủ nhiệm Ủy ban Tài chính, Ngân sách của Quốc hội, Chủ tịch Nhóm nghị sĩ hữu nghị Việt Nam - Chile (đại biểu chuyên trách trung ương).
Ông đang làm việc ở Ủy ban Tài chính – Ngân sách của Quốc hội.